# 馬山総合運動場野球場
馬山総合運動場野球場（マサン・そうごううんどうじょう・やきゅうじょう、마산 종합운동장 야구장）は、韓国の慶尚南道昌原市陽徳洞にある馬山総合運動場内の野球場である。馬山市（現：昌原市）で行われた全国体育大会の開催を契機に、1982年に開場した。
2012年からはオンラインゲーム運営会社「NCソフト」が親会社となる韓国プロ野球・NCダイノスが本拠地球場として使用している。NCは当初二軍リーグに参加し、2013年一軍リーグに参加した。そのため、長年ロッテ・ジャイアンツの準本拠地球場として使用されてきたが、2011年からロッテの主催試合は行われなくなった。
総合運動場の敷地内、この野球場のすぐ東側に新球場の昌原NCパークが2019年2月に完成し、2019年シーズンからNCダイノス一軍の主催試合はそちらで開催されている。この野球場は主に二軍選手が出場するフューチャースリーグの試合が開催される。

## 施設の改善
建設当初は照明設備がなく、デーゲームしか開催できなかったが1998年に照明設備が完成、ナイトゲームができるようになった。また2008年以降のプロ野球の人気急上昇により、2009年馬山市は総工費16億5千万ウォンを掛けて改修工事を行った。このうち、8億8千万ウォンは芝の交換事業に使われた。当球場は1982年を完成して以来ずっと天然芝であったが、水はけが良くないため人工芝に張り替えられた。2011年10月から2012年4月にかけて大規模な改装工事を実施し、NCダイノスの主催試合開催に対応した。なお、NCが本拠地にするに合わせてスコアボードのボールカウントを「SBO」から「BSO」に改修した。
2016年シーズン前にフェアグラウンド部が再び天然芝に張り替えられ、人工芝改修前と異なり内野部分にも張られる（ファウルグラウンド部は人工芝のまま）。